# لیدینگتون
لیدینگتون (به انگلیسی: Liddington) یک روستا و محله مدنی در بریتانیا است که در سویندون واقع شده‌است. لیدینگتون ۳۷۶ نفر جمعیت دارد.